# جايسون محمد
جايسون محمد (بالإنجليزية: Jason Mohammad)‏ هو مقدم تلفزيوني وصحفي بريطاني، ولد في 20 نوفمبر 1975 في كارديف في المملكة المتحدة.

## وصلات خارجية
- جايسون محمد على موقع IMDb (الإنجليزية)
- جايسون محمد على موقع قاعدة بيانات الفيلم (الإنجليزية)